# Сари-Хосор
Сари-Хосорский природный парк (тадж.  Боғи  табии Сари Хосор) организован Постановлением Правительства Республики Таджикистан от 25 октября 2003 года на территории Бальджуванского района. Площадь парка составляет — 3805 га.
Сари-Хосорский природный парк расположен на юге Таджикистана и отличается уникальными природными богатствами и горными мезофильными широколиственными лесами, которые сохранились в Таджикистане. Сари-Хосорский природный парк поистине уникален, особое богатство представляют горные леса, состоящие из грецкого ореха (Juglans regia), ряда видов диких плодовых деревьев и кустарников.
Благодаря обилию кормов при созревании плодов в осенний период концентрируются такие ценные промысловые виды животных как кабан (Sus scropha nigrepus) и медведь (Ursus arctos isabellinus). Также обитают сибирский горный козел (Capra sibirica), уриал (Ovis vignei bocharensis), каменная куница (Martes foina), выдра (Lutra lutra), обыкновенная рысь (Felis lynx), снежный барс (Uncia uncia). В большом количестве встречаются кеклики (Alectoris kakelik), вяхирь (Columbus polombus), большая горлица (Steptopelia orientalis) и другие птицы.
Разнообразие фауны и флоры заповедника расположенного в горной местности позволяет использовать его для организации и развития различных видов туризма.
Этот уникальный природный парк является охраняемой государством природной территорией. Сари-Хосорский природный парк управляется Министерством охраны природы Республики Таджикистан (МОП РТ).